# Памятник Низами Гянджеви (Кишинёв)
Па́мятник Низами́ Гянджеви́ — памятник выдающемуся поэту, классику персидской поэзии Низами Гянджеви, расположенный в столице Молдавии, в городе Кишинёв, в парке имени Низами Гянджеви. Скульптором памятника является заслуженный деятель искусств Азербайджана Акиф Аскеров, архитектором — заслуженный архитектор Молдавии Семён Шойхет.

## История
Открытие памятника состоялось весной 2005 года, во время официального визита президента Азербайджана Ильхама Алиева в Молдавию. Памятник был установлен «в знак добрых отношений между азербайджанским и молдавским народами». Идея появления памятника принадлежит Конгрессу азербайджанцев в Молдове, возглавляемому Вугаром Новрузовым.
12 ноября 2012 года состоялось торжественное открытие реконструированного и обновленного памятника Низами Гянджеви. В церемонии приняли участие министр культуры Молдовы Борис Фокша, заместитель министра культуры и туризма Азербайджана Адалят Велиев, посол Азербайджана в Молдове Намиг Алиев, члены делегации из Азербайджана, деятели культуры и искусства Молдовы, государственные чиновники и представители дипломатических миссий. Данный проект был реализован в рамках распоряжения Президента Азербайджана Ильхама Алиева «О проведении 870-летнего юбилея гениального азербайджанского поэта и мыслителя Низами Гянджеви».

## Описание памятника
Памятник представляет собой бюст Низами Гянджеви, изображающий поэта в восточном одеянии с тюрбаном на голове. Постамент выполнен из красного гранита и дополнен восточным узором. На постаменте на английском написано имя поэта и указаны годы его рождения и смерти.